# كأس التشيك 1994–95
كأس التشيك 1994–95 هو موسم من كأس التشيك. أشرف على تنظيمه اتحاد جمهورية التشيك لكرة القدم، وفاز فيه نادي هراتس كرالوفه.